# Xie (Xiaozong)
Xie, född 1132, död 1203, var en kinesisk kejsarinna, gift med kejsar Song Xiaozong. 
Hon valdes ut till kejsarinna åt kejsaren av änkekejsarinnan Wu, som oroade sig över kejsarens ointresse för kvinnor sedan hans förra hustrus död, men fick inga barn. 